# En bit av himlen
En bit av himlen är en amerikansk film från 1941 i regi av Irving Rapper. Det är en filmatisering av Hartzell Spences självbiografiska roman  One Foot in Heaven. Filmen Oscarnominerades i kategorin bästa film.

## Rollista
- Fredric March - William Spence
- Martha Scott - Hope Morris Spence
- Beulah Bondi - Mrs. Lydia Sandow
- Gene Lockhart - Preston Thurston
- Elisabeth Fraser - Eileen Spence
- Harry Davenport - Elias Samson
- Laura Hope Crews - Mrs. Preston Thurston
- Grant Mitchell - Clayton Potter
- Moroni Olsen - Dr. Romer
- Frankie Thomas - Hartzell Spence
- Jerome Cowan - Dr. Horrigan
- Ernest Cossart - John E. Morris
- Nana Bryant - Mrs. Morris